# Ingemar Backman
Ingemar Backman Trast, född 1 april 1976 i Gällivare, Sverige är en svensk professionell snowboardåkare. Han är bland annat berömd för sina extremt höga hopp. Han satte i maj 1996 världsrekord med en 8,5 meter hög "backside air" i en quarterpipe under tävlingen "King of the Hill" i Riksgränsen, Sverige.
Han deltog även i olympiska vinterspelen 1998 i Nagano, Japan, och slutade på 22:a plats i halfpipetävlingen.

### Fotnoter
1. ↑  läs online, sok.se .[källa från Wikidata]
2. ↑  Stellan Mäki (7 februari 2015). ”Svanstein – snowboardstjärnans framtidshopp” (på svenska). Norrländska socialdemokraten. Arkiverad från originalet den 15 januari 2019. https://web.archive.org/web/20190115132523/https://www.nsd.se/nyheter/svanstein-snowboardstjarnans-framtidshopp-9061733.aspx. Läst 14 januari 2019.
3. ↑  ”Ingemar Backman”. Sveriges olympiska kommitté. 20 januari 1998. https://sok.se/idrottare/idrottare/i/ingemar-backman.html. Läst 14 januari 2019.